# اوتو ملارا ۷۶م‌م
اوتو ملارا ۷۶م‌م یک توپ اتوماتیک ساخت نیروی دریایی ایتالیا است. این توپ در نمونه های مختلف دفاع ساحلی و نصب بر ناو ساخته شده و به کشورهای مختلفی از جمله ایران صادر شده نمونه ایرانی آن فجر ۲۷ نام دارد. 

## ویژگی‌ها
- نوع: توپ دریایی
- محل تولید: ایتالیا
- به‌کارگیرنده: نیروی دریایی ایتالیا - نیروی دریایی ارتش جمهوری اسلامی ایران
- سازنده: اوتو ملارا
- کالیبر: ۷۶ میلیمتر (متوسط)
- نواخت تیر: ۸۵ تیر در دقیقه
- برد بیشینه: ۷ کیلومتر در حالت عمودی و ۱۷ کیلومتر در حالت افقی

## کاربران
- ایتالیا
- ایران
- عربستان سعودی
- ویتنام
- اندونزی
- ایالات متحده آمریکا
- یونان
- اسرائیل
- بنگلادش
- هند
- ژاپن
- مالزی
- عمان
- فیلیپین
- سری‌لانکا
- تایوان
- تایلند
- ترکیه
- امارات متحده عربی
- مصر
- آفریقای جنوبی
- دانمارک
- فرانسه
- آلمان
- جمهوری ایرلند
- پرتغال
- رومانی
- اسپانیا
- استرالیا
- مکزیک
- آرژانتین
- شیلی
- کلمبیا
- اکوادور
- پرو
- ونزوئلا
- مراکش
- هلند
- نروژ
- لهستان
- تونس
- بلژیک